# Knock Yokoyama
Pour les articles homonymes, voir Yokoyama.
Knock Yokoyama (横山ノック Yokoyama Nokku, 30 janvier 1932 – 3 mai 2007) était un homme politique et un comédien japonais.

## Biographie
Né Isamu Yamada (山田勇 Yamada Isamu), à Asahikawa (Hokkaido), Yokoyama a d'abord travaillé comme interprète pour l’armée américaine. Il a adopté son nom de scène, Knock Yokoyama, alors qu'il était directeur de la troupe de manzai Manga Trio, de 1959 à 1968. Après sa carrière de comédien, il est entré dans l'industrie de la construction et il a été directeur de plusieurs grandes entreprises de construction dans le Kansai. En 1968, il est élu député au parlement national, comme indépendant; il servira quatre termes.
Il est devenu gouverneur de la préfecture d'Osaka en 1995, en faisant campagne comme indépendant, avant de rejoindre le Parti Libéral-Démocrate (PLD) au lendemain de son élection. Il était un gouverneur très populaire, principalement en raison de sa renommée en tant que comédien.
En 2000, une bénévole qui aidait à sa campagne électorale a accusé Yokoyama de harcèlement sexuel, en affirmant que le gouverneur l'avait pelotée pendant 30 minutes à l’arrière d'un camion de campagne électorale. Yokoyama a nié les accusations, mais le Tribunal du District d'Osaka l'a condamné et lui a imposé une amende de 11 millions ¥ en dommages-intérêts, après un procès très médiatisé pendant lequel l'accusatrice a témoigné derrière un écran opaque pour éviter de révéler son identité. À la suite de ce jugement, Yokoyama a démissionné alors qu'il venait d’être réélu: il a été remplacé par une femme, membre du PLD et ancienne bureaucrate, Fusae Ohta.